# Piedras Albas
Piedras Albas (extremadurai nyelven Piedra-Salva) település Spanyolországban, Cáceres tartományban. Piedras Albas Alcántara községgel határos. Lakosainak száma 125 fő (2024).

## Népesség
A település népessége az elmúlt években az alábbi módon változott:
| Lakosok száma | 197  | 162  | 147  | 207  | 188  | 156  | 161  | 147  | 137  | 125  |
|               | 2001 | 2004 | 2006 | 2009 | 2011 | 2014 | 2016 | 2019 | 2021 | 2024 |